# Skiljaktig mening
Skiljaktig mening kan uppkomma vid överläggning om dom. Omröstning ska då ske.
När omröstning har förekommit ska skiljaktiga meningar framgå av målregistret eller av akten.
Har skiljaktig mening förekommit, ska denna meddelas parterna på samma tid och sätt som domen.
När ett mål avgjorts, ska parterna snarast underrättas skriftligen om utgången i målet.

## Fotnoter
1. ↑  29 kap. 1 § Rättegångsbalken (1942:740)
2. ↑  29 kap. 2 § Rättegångsbalken (1942:740)
3. ↑  30 kap. 7 § 5 stycket Rättegångsbalken (1942:740)
4. ↑  30 kap. 7 § 6 stycket Rättegångsbalken (1942:740)